# Oonops ronoxus
Oonops ronoxus là một loài nhện trong họ Oonopidae.
Loài này thuộc chi Oonops. Oonops ronoxus được Arthur M. Chickering miêu tả năm 1971.